# Diomus amabilis
Diomus amabilis är en skalbaggsart som först beskrevs av Leconte 1852.  Diomus amabilis ingår i släktet Diomus och familjen nyckelpigor. Inga underarter finns listade i Catalogue of Life.